# Noé Debré
Noé Debré (Strasburgo, 1986) è uno sceneggiatore francese.

## Biografia
Di origine ebrea alsaziana, figlio di un avvocato e di un'oculista, Debré è nato e cresciuto a Strasburgo, dove ha conseguito il diploma di maturità. Ha studiato lettere classiche alla Sorbona prima di esordire come sceneggiatore. Nel 2016, ha ricevuto una candidatura al premio César per la migliore sceneggiatura originale col film Dheepan - Una nuova vita.

## Filmografia

### Sceneggiatore
- La Crème de la crème, regia di Kim Chapiron (2014)
- La resistenza dell'aria (La Résistance de l'air), regia di Fred Grivois (2015)
- Les Cowboys, regia di Thomas Bidegain (2015)
- Dheepan - Una nuova vita (Dheepan), regia di Jacques Audiard (2015)
- Le Fidèle - Una vita al massimo (Le Fidèle), regia di Michaël R. Roskam (2017)
- Quasi nemici - L'importante è avere ragione (Le Brio), regia di Yvan Attal (2017)
- Il mondo è tuo (Le monde est à toi), regia di Romain Gavras (2018)
- Il principe dimenticato (Le Prince oublié), regia di Michel Hazanavicius (2020)
- La ragazza di Stillwater (Stillwater), regia di Tom McCarthy (2021)

### Produttore esecutivo
- La ragazza di Stillwater (Stillwater), regia di Tom McCarthy (2021)